# Gouarec
Gouarec (en bretó Gwareg) és un municipi francès, situat a la regió de Bretanya, al departament de Costes del Nord. L'any 1999 tenia 952 habitants.

## Demografia
| 1962                                       | 1968 | 1975 | 1982  | 1990  | 1999 |
| ------------------------------------------ | ---- | ---- | ----- | ----- | ---- |
| 721                                        | 771  | 819  | 1.012 | 1.026 | 952  |
| Des de 1962: població sense dobles comptes |      |      |       |       |      |

## Administració
| Període | Identitat            | Partit |
| ------- | -------------------- | ------ |
| 2008-   | Jean-Yves Le Guyader |        |